# Addicted to the Violence
Addicted to the Violence è il terzo album in studio del gruppo musicale statunitense Daron Malakian and Scars on Broadway, pubblicato il 18 luglio 2025 dalla Scarred for Life.

## Descrizione
Il disco si compone di dieci brani originariamente scritti dal frontman Daron Malakian in un arco di tempo che va dal 2005 al 2020, registrando il tutto inizialmente nel corso della pandemia di COVID-19 ma, non ritenendosi soddisfato del risultato finale, ha aggiunto ulteriore materiale e registrato nuovamente il prodotto finale tra il 2022 e il 2023.

## Tracce
Testi e musiche di Daron Malakian, eccetto dove indicato.
1. Killing Spree – 2:47
2. Satan Hussein – 3:07
3. Done Me Wrong – 3:02 (musica: Daron Malakian, Orbel Babayan)
4. The Shame Game – 5:17
5. Destroy the Power – 3:56
6. Your Lives Burn – 1:57
7. Imposter – 3:17 (musica: Daron Malakian, Orbel Babayan)
8. You Destroy You – 3:19
9. Watch That Girl – 4:33
10. Addicted to the Violence – 5:30 (musica: Daron Malakian, Orbel Babayan)

## Formazione
Musicisti
- Daron Malakian – voce, chitarra, basso
- Roman Lomtadze – batteria
- Orbel Babayan – tastiera (tracce 3, 4 e 10), organo (tracce 3 e 4), mandolino (tracce 5 e 8), chitarra (tracce 7 e 10), basso (tracce 8 e 10), pianoforte (traccia 8)
- Matthew "Narducci" Silberman – sassofono (traccia 10)

Produzione
- Daron Malakian – produzione
- Ryan Williams – ingegneria del suono, missaggio
- Orbel Babayan – ingegneria del suono
- Vlado Meller – mastering
- Peter Cho – mastering
- Jeremy Lubsey – mastering